# Az év magyar szinkronúszója
Az év magyar szinkronúszója címet 1994 óta ítéli oda a Magyar Szinkronúszó Szövetség.

## Díjazottak
| Év   | Díjazott                             |
| ---- | ------------------------------------ |
| 1994 | Hámori Zsuzsa                        |
| 1995 | Marschalkó Petra                     |
| 1996 | Marschalkó Petra                     |
| 1997 |                                      |
| 1998 | Hámori Zsuzsanna                     |
| 1999 |                                      |
| 2000 | Hámori Zsuzsanna, Marschalkó Petra   |
| 2001 | Hámori Zsuzsanna, Marschalkó Petra   |
| 2002 | Marschalkó Petra                     |
| 2003 | Marschalkó Petra                     |
| 2004 | Acsay Csilla                         |
| 2005 |                                      |
| 2006 |                                      |
| 2007 |                                      |
| 2008 | Kiss Szofi                           |
| 2009 | Fazekas Eperke                       |
| 2010 | Kiss Szofi, Czékus Eszter            |
| 2011 | Kiss Szofi, Czékus Eszter            |
| 2012 | Czékus Eszter                        |
| 2013 |                                      |
| 2014 |                                      |
| 2015 | Czékus Eszter                        |
| 2016 |                                      |
| 2017 |                                      |
| 2018 | Dávid Janka                          |
| 2019 | Dávid Janka, Gács Boglárka           |
| 2020 |                                      |
| 2021 | Farkas Linda Dóra                    |
| 2022 | Götz Lilien                          |
| 2023 | Bastianelli Angelika, Barbócz Blanka |
| 2024 | Taksonyi Blanka, Barbócz Blanka (2)  |